# Skilfir
Según el Ættartolur, la genealogía anexa a Hversu Noregr byggdist, Skilfir era un caudillo vikingo de Noruega, rey de Vörs (nórdico antiguo:Vǫrs), (hoy Voss), primer ancestro de la dinastía de reyes conocidos como Skilfing, Scylfing o Ynglings. Skilfir fue padre de Skjöld (Skǫldr), padre de Eirík, padre de Alrek, padre de Eirík el Elocuente (Eiríkr inn málspaki), padre del rey Alrek de Hordaland (Alrekr) que se cita en la saga Hálfs saga ok Hálfsrekka.